# Port lotniczy Akobo
Port lotniczy Akobo (ICAO: HSAK) – port lotniczy położony w Akobo, w Sudanie Południowym, stan Jonglei.